# Байкальський хребет
Байка́льський хребе́т — гірський хребет, що простягається на 275 км уздовж північно-західного узбережжя озера Байкал.
Бере початок на широті острова Ольхон, де має висоти 1 200 — 1 500 м, на півночі висоти збільшується до 2 574 м.
Складений давніми кристалічними породами. Круто обривається до Середньо-Сибірського плоскогір'я. На західних схилах є сліди зледеніння. Схили вкриті тайгою (до 1 300 м), вище — субальпійський пояс та гірська тундра.